# 차의과학대학교
차의과학대학교(車 醫科學大學校, Cha University)는 1996년 성광학원에서 설립한 의학특성화 4년제 사립대학으로 차병원그룹이 설립 모체이다.

## 소개
학부 과정은 경기도 포천시에, 대학원과 연구기관은 경기도 성남시 분당구에 소재한다. 학과 전체가 의과학에 특성화된 과를 가지고 있으며, 부속병원은 구미차병원이다. 협력병원으로 60여개의 차병원을 두고 있는데, 분당차병원, 강남차병원, 대구차여성병원, 일산차병원, 분당차여성병원 ,차움의원, 차 여성의학연구소 (서울역,강남,분당), LA 헐리우드 차병원(CHA LA Hollywood Presbyterian Medical Center), 싱가폴 메디컬 그룹(SMG group), 호주에 소재한 시티 퍼틸리티 센터(City Fertility Centre)등이 있다.

## 연혁
- 1997년 3월 4일 포천중문 의과대학교 개교
- 1999년 9월 6일 부속 구미차병원 설립 및 개원
- 2002년 11월 5일 의학부가 의학전문대학원으로 전환
- 2009년 3월 1일 차의과학대학교로 교명 변경
- 2014년 차바이오컴플렉스(그룹종합연구원) 개원
- 2016년 9월 1일 차의과학대학교 스포츠의학대학원 개설
- 2017년 차의과학대학교 임상상담심리대학원 개설
- 2018년 차의과학대학교 LA교류센터 신설

## 교육편제

### 학부
다음은 2020년 기준 차 의과학대학교의 학부 과정이다.

생명과학대학(College of Life Sciences)
- 의생명과학과(Department of Biomedical Science)[5]

- 바이오공학과(Department of Biotechnology)

- 식품생명공학과(Department of Food Science and Biotechnology)

건강과학대학(College of Health Sciences)
- AI보건의료학과(Department of AI Medical Health Science)

- 스포츠의학과(Department of Sports medicine)

융합과학대학(College of Integrated Social Sciences)
- 데이터경영학과 (Department of Business Administration major in Data Management)

- 미술치료학과(Department of Art Therapy)

- 상담심리학과(Department of Counseling Psychology)

- 의료홍보미디어학과(Department of Health&Strategic Communication)

간호대학(College of Nursing)
- 간호학과(Department of Nursing)

약학대학(College of Pharmacy)
- 약학과(Department of Pharmacy)

### 대학원
차의과학대학교는 일반대학원과 전문대학원 각각 1개원, 특수대학원 7개원으로 총 9개 대학원을 설립하여 석·박사 학위 과정을 제공하고 있다.
- 일반대학원 (General Graduate School)
- 전문대학원
  - 의학전문대학원 (School of Medicine)
- 특수대학원
  - 통합의학대학원 (Graduate School of Integrated Medicine)
  - 보건산업대학원 (Graduate School of Health Industry)
  - 임상상담심리대학원 (Graduate School of Clinical and Counseling Psychology)
  - 임상약학대학원 (Graduatehool of Clinical Pharmacy)
  - 경영대학원 (CHA Business School, MBA)
  - 스포츠의학대학원 (Graduate School of Sports Medicine)
  - 미술치료대학원[6] (Graduate School of Art Therapy)

## 캠퍼스

### 학부(포천캠퍼스)
차의과학대학교는 경기도 소재 의학 특성화 사립 대학으로, 포천시에 캠퍼스를 두고 있다. 차의과학대학교는 포천시 동교동에 위치하며, 약 9만 6천m2의 교지가 있다. 시내 등 중심가와는 떨어져 있는 편이며, 캠퍼스 고저차는 평탄한 수준이다. 캠퍼스 근처 설운체육공원이 위치한다.

### 대학원(판교캠퍼스)
성남시에 차바이오 컴플렉스를 설립하여, 대학원 과정과 각종 연구 등을 담당하고 있다.

### 분당학사
경기도 성남시 분당구 벌말로30번길 43에 위치해 있다. 성남세관 주위에 위치한 대학원생과 학부생을 위한 기숙사이며, 스포츠의학연구소다.

### LA교류센터
LA차병원 주위에 위치한 학부생과 대학원생을 위한 교류센터이다. 기숙사도 있다.

### 성광의료재단
차의과학대학교가 부속병원으로 두고 있는 대학병원 및 협력병원 목록이다. 차의과학대 학생이 차병원그룹에 취직하는 비율은 약 30%이다.

## 부설 연구소
- 암연구소
- 줄기세포연구소
- 생식의학연구소
- 바이오산업연구소
- 종합약학연구소
- 임상의학연구소
- 기초의학연구소
- 약료정보연구원
- 스포츠의학연구원
- 미술치료연구센터
- 고령사회연구소
- 헬스커뮤니케이션연구원
- 식품생명과학연구소
- 스포츠트레이닝연구소
- 빅데이타-인공지능연구소
- 차 임상상담심리센터
- 세포및유전자치료연구소
- 의공학연구소
- 바이오헬스케어융합센터

## 학생회
학교 내 전체 학생을 대표하는 학생기구다. 총학생회와 과학생회만 존재하는 학생회 구조이다. 한 학년이 500명이 채 안되는 소규모 학제인원이라, 단과대학 학생회가 존재하지 않는다.

### 중앙운영위원회
의생명과학과, 바\ 의료홍보미디어학과, 스포츠의학과, 상담심리학과, 간호학과, 미술치료학과, 보건의료산업학과, 보건복지행정학과, 약학과 정학생회장과 총학생회장단이 참석하는 학생회 최고 의결 기구다.

## 같이 보기
- 성광의료재단
- 차병원그룹